# SN 1999fn
SN 1999fn – supernowa typu Ia odkryta 3 listopada 1999 roku w galaktyce A041403+0417. W momencie odkrycia miała maksymalną jasność 23,50m.